# 小笠原貞忠
小笠原 貞忠（おがさわら さだただ、生年不詳 - 天文19年6月25日（1550年8月7日））は、戦国時代の武将。信濃小笠原氏分家・松尾小笠原家当主。松尾城主。父は小笠原定基。子に小笠原信貴。通称は六郎。官位は弾正少弼、左衛門佐、左衛門尉、信濃守。

父の定基は京都の政情に明るく、大内氏らとも友誼を結んでいたため、文亀元年（1501年）6月、周防に亡命中の先代将軍足利義稙から、上洛の際は忠節を尽くせとの奉行人奉書と大内義興の副状を受けたが、実際に上洛は実現しなかった。また、今川氏親の遠江侵攻に悩まされた斯波義寛の意向で府中家の小笠原貞朝と和睦をした上で、遠江に派兵をするが敗れている。後に貞朝の娘を娶っているが和睦は長くは続かなかった。
永正3年（1506年）父の定基と共に今川氏親や伊勢宗瑞の要請に応じて三河国に出兵した。
文明5年（1473年）、将軍足利義政の命により、祖父の小笠原家長は父の小笠原定基や木曾家豊（木曾義元の父）と共に東美濃攻略のため、足利義視方の土岐成頼が京に居る隙に、美濃恵那郡の大井城や土岐郡の釜戸村にあった荻之島城(刈安城)を攻め落とした。その後、恵那郡の中部と土岐郡の一部は、天文3年（1534年）まで松尾小笠原氏が駐留していたが、
天文3年（1534年）、府中家の小笠原長棟（貞朝の子）に松尾城を攻められると敗れて、東濃を放棄して武田氏を頼り甲斐国に逐電した。